# Pere Joan Campins i Barceló
Pere Joan Campins i Barceló (Palma, 14 de gener 1859 - 23 de febrer de 1915) fou bisbe de Mallorca (1898-1915) caracteritzat per l'arrelament de l'església de Mallorca en la cultura i llengua de l'illa.
Estudià al Seminari de Mallorca, es llicencià en teologia a Toledo, rector de la parròquia de Porreres (1887-1893), canonge magistral de la Catedral de Mallorca (1893-1897) i vicari capitular a la mort del bisbe Jacint Maria Cervera (1897-1898).
Fou el promotor de la restauració d'esglésies i convents com la del Santuari de Lluc a finals del segle xix o de la Seu de Mallorca amb la qual anuncià el dia 8 de desembre de 1904 el seu desig de començar una restauració bastant important al recinte.
El 1905 arribà a Mallorca, el famós artista Antoni Gaudí, acompanyat pel seu soci, Joan Rubió i Bellver per projectar la restauració de la part central, altar major i capella de la Trinitat. Tingué com a col·laboradors Miquel Costa i Llobera i, sobretot, Antoni M. Alcover, d'acord amb el qual implantà un nou pla d'estudis al Seminari Conciliar de Sant Pere, en el qual va incloure l'assignatura d'Història i llengua i literatura de Mallorca, el primer any del seu nomenament. Instituí els Cèrtamens científicoliteraris (1898), en els quals fou normal la presència del català i la convocatòria cada any de premis per a temes relacionats amb la cultura catalana i amb Ramon Llull i la seva obra. Per acomplir els seus objectius, també s'envoltà d'un grup de capellans d'una bona formació cultural i en possessió de graus universitaris. És el cas, per exemple, de Bartomeu Pascual (1875-1967), Joan Quetglas (1877-1962) i Mateu Rotger (1862-1916).
Creà també l'arxiu diocesà i el museu Diocesà de Mallorca. En relació també amb el patrimoni, promulgà un decret que prohibia l'alienació dels béns artístics de l'Església i dictà un estatut sobre la seva conservació (1899). Aconseguí que els béns del santuari de Lluc, confiscats per l'Estat, tornassin a l'església de Mallorca. S'oposà al decret del ministre d'instrucció públic, el comte de Romanones, que imposava el castellà en l'ensenyament del catecisme (1902). Feu costat a Antoni M. Alcover en l'engrescament del clergat per a l'Obra del Diccionari de la Llengua Catalana i en el I Congrés Internacional de la Llengua Catalana, així com donà suport a Alcover en l'edició de les Obres de Ramon Llull. El 1910 manà que des d'aleshores el Bolletí dominical de les parròquies de Mallorca es publicàs tot en llengua catalana. Fidel a l'antimodernisme propagat pel papa Pius X va lluitar sense descans contra les escoles laïques i per a conservar el monopoli de l'ensenyament per l'església. El seu catalanisme volia recuperar l'ideal romàntic d'una Mallorca rural i protegir-la contra la modernitat i la industrialització i contenir el risc de secularització que això implicaria.
Amb motiu del VI centenari de la mort de Llull feu projectes, infructuosos, per a obtenir la confirmació i consagració del seu culte. Aleshores donà als franciscans l'església i el convent de Sant Francesc de Palma, on hi ha la tomba de Ramon Llull, amb la condició que s'implicassin en la difusió de la seva obra i la seva llengua, condició que fins ara no s'ha complit en proporció amb la donació, malgrat els col·legis i escoles que té l'ordre. Hi deu haver influït que cap dels bisbes successors de Campins, llevat de Teodor Úbeda i Gramage no vagin continuar "la unió de l'amor de la religió amb el de la pàtria", propi de Campins, segons la seva mà dreta Antoni M. Alcover.
El mallorquinisme de Campins es palesà també en la commemoració del XXV aniversari de la Coronació pontifícia de la Mare de Déu de Lluc (1909); en la reforma de la Seu de Mallorca, obra d'Antoni Gaudí; i en les commemoracions de Jaume II i Jaume III de Mallorca, duent a Mallorca les despulles del segon.
Durant els anys 1887-1893 va ser rector de Porreres. En els sis anys que va estar a aquest poble es dugué a terme una important reforma del santuari de Montision amb un nou retaule a la capella major inaugurat el 1892. A Porreres el 1911, essent ja bisbe, va beneir la nova església de Sant Felip, començada l'any 1886. L'avinguda del poble, porta el nom en honor seu.